# مسجد السادات الوفائية
جامع السادات الوفائية هو مسجد بمصر. يقع الجامع في سفح جبل المقطم، بالقرب من ضريح ابن عطاء الله السكندرى وضريح أبى السعود أبى العشائر، وقد أقيم المسجد مكان زاوية تعرف باسم زاوية السادات أهل الوفا تنفيذا للفرمان الذي أصدره السلطان عبد الحميد سنة 1191هجرية.
في عام 1777م أمر السلطان عبد الحميد بهدم الزاوية وتحويلها إلى جامع وقام بتنفيذه الوزير محمد عزت باشا محافظ مصر.

## وصفه
تبلغ مساحة المسجد من الداخل 29 متراً طولا في 27 متراً عرضاً ويتوسطه صحن منخفض عن الأروقة الجانبية تبلغ مساحته 9.5من المتر عرضا في 14 متراً طولا ويحيط بالمسجد من جهاته الأربع الأروقة، ويتكون إيوان القبلة من رواقين وصفين من البوائك تحتوى كل بائكة على خمسة عقود مدببة ترتكز على عمد رخامية مختلفة التيجان. أما الجهات الثلاث الأخرى فتحتوى على رواق واحد يحتوى على صف من الأعمدة يبلغ عددها في الجهتين الشمالية والجنوبية خمسة يعلوها أربعة عقود مدببة، أما الإيوان الغربي المقابل لإيوان القبلة فيحتوى على أربعة عمد يعلوها خمسة عقود، كما يوجد بهذا الإيوان وأمام مدخل المسجد مباشرة فتحة مثمنة في السقف (شخشيخة) وأخرى في الرواق الذي يليه. وأمام باب المسجد توجد طرقة منخفضة يبلغ عرضها أربعة متار وطولها عشرة أمتار.